# Fleetwood Mac: Live in Boston
Fleetwood Mac: Live in Boston é o um álbum ao vivo da banda anglo-americana de rock Fleetwood Mac, lançado em junho de 2004.
Sem a presença da tecladista e vocalista Christine McVie, tem como maior parte do repertório as canções de Lindsey Buckingham e Stevie Nicks presentes em outros álbuns da banda, incluindo as faixas do álbum Say You Will (2003). O projeto foi gravado durante a Say You Will Tour.

## Faixas
DVD 1
1. "The Chain" (Buckingham, Fleetwood, McVie, McVie, Nicks)
2. "Dreams" (Nicks)
3. "Eyes of the World" (Buckingham)
4. "Peacekeeper" (Buckingham)
5. "Second Hand News" (Buckingham)
6. "Say You Will" (Nicks)
7. "Never Going Back Again" (Buckingham)
8. "Rhiannon" (Nicks)
9. "Come" (Buckingham)
10. "Gypsy" (Nicks)
11. "Big Love" (Buckingham)
12. "Landslide" (Nicks)

DVD 2
1. "Say Goodbye" (Buckingham)
2. "What's The World Coming To" (Buckingham)
3. "Beautiful Child" (Nicks)
4. "Gold Dust Woman" (Nicks)
5. "I'm So Afraid" (Buckingham)
6. "Silver Springs" (Nicks)
7. "Tusk" (Buckingham)
8. "Stand Back" (Nicks)
9. "Go Your Own Way" (Buckingham)
10. "World Turning" (Buckingham, McVie)
11. "Don't Stop" (McVie)
12. "Goodbye Baby" (Nicks)